# Chloropoea semire
Chloropoea semire är en fjärilsart som beskrevs av Pieter Cramer 1780. Chloropoea semire ingår i släktet Chloropoea och familjen praktfjärilar. Inga underarter finns listade i Catalogue of Life.